# عقيدة كيركباتريك
مبدأ كيركباتريك (الإنجليزية: Kirkpatrick Doctrine) هو مبدأ في السياسة الخارجية صاغته السفيرة الأمريكية لدى الأمم المتحدة جين كيركباتريك في أوائل ثمانينيات القرن العشرين بالاستناد إلى مقالتها التي كتبتها عام 1979 بعنوان " الديكتاتوريات والمعايير المزدوجة ". تم استخدام هذه العقيدة لتبرير السياسة الخارجية الأمريكية المتمثلة في دعم الديكتاتوريات المناهضة للشيوعية في دول العالم الثالث أثناء الحرب الباردة.

## المبدأ
زعمت كيركباتريك أن الدول في الكتلة السوفييتية وغيرها من الدول الشيوعية كانت أنظمة شمولية، في حين كانت الأنظمة الدكتاتورية الموالية للغرب مجرد أنظمة " استبدادية ". وبحسب كيركباتريك، كانت الأنظمة الشمولية أكثر استقراراً واستدامة من الأنظمة الاستبدادية، وبالتالي كانت لديها ميل أكبر للتأثير على الدول المجاورة.
كانت مبدأ كيركباتريك له تأثير بشكل خاص أثناء إدارة الرئيس رونالد ريجان. قدمت إدارة ريغان درجات متفاوتة من الدعم للعديد من الديكتاتوريات العسكرية المناهضة للشيوعية، بما في ذلك تلك الموجودة في غواتيمالا (حتى عام 1985)، والفلبين (حتى عام 1986)، والأرجنتين (حتى عام 1983)، وسلحت المجاهدين الأفغان في الحرب السوفيتية الأفغانية، ويونيتا خلال الحرب الأهلية الأنغولية، والكونترا خلال الثورة النيكاراغوية كوسيلة للإطاحة بالحكومات، أو سحق الحركات الثورية، في تلك البلدان التي لم تدعم أهداف الولايات المتحدة.
وفقا لكيركباتريك، فإن الأنظمة الاستبدادية تحاول فقط السيطرة على سلوك رعاياها و/أو معاقبتهم، في حين تتجاوز الأنظمة الشمولية ذلك إلى محاولة السيطرة على أفكار رعاياها، باستخدام ليس فقط الدعاية، ولكن أيضًا غسيل المخ، وإعادة التعليم، والتجسس المحلي على نطاق واسع، والقمع السياسي الجماعي القائم على أيديولوجية الدولة. كما تحاول الأنظمة الشمولية في كثير من الأحيان تقويض أو تدمير مؤسسات المجتمع التي تعتبر ملوثة أيديولوجياً (على سبيل المثال، المؤسسات الدينية، أو حتى الأسرة النووية )، في حين تترك الأنظمة الاستبدادية هذه المؤسسات بمفردها إلى حد كبير. ولهذا السبب، زعمت أن عملية استعادة الديمقراطية أسهل في الدول الاستبدادية سابقاً منها في الدول الشمولية سابقاً، وأن الدول الاستبدادية أكثر استعداداً للإصلاح التدريجي في الاتجاه الديمقراطي من الدول الشمولية.[بحاجة لمصدر]

## الانتقاد
تعرضت فكرة كيركباتريك القائلة بأن الأنظمة الشمولية أكثر استقراراً من الأنظمة الاستبدادية إلى انتقادات منذ انهيار الاتحاد السوفييتي عام 1991، وخاصة أن كيركباتريك توقعت أن النظام السوفييتي سوف يستمر لعشرات السنوات من الزمن.لا عارض تيد غالين كاربنتر من معهد كاتو هذا المبدأ، موضحًا أن الحركات الشيوعية غالبًا ما تسعى للإطاحة بأنظمة استبدادية منافسة، بينما الأنظمة الاستبدادية التقليدية التي تحظى بدعم الولايات المتحدة وصلت إلى الحكم في كثير من الأحيان عبر الإطاحة بأنظمة ديمقراطية. وخلص إلى أن الأنظمة الشيوعية، رغم صعوبة إسقاطها، إلا أن الأنظمة الاستبدادية التقليدية تُعد "أشد خطرًا وفتكًا على الديمقراطيات العاملة".. [مبالغة في الأهمية؟]